# Xenocompsa martinsi
Xenocompsa martinsi är en skalbaggsart som beskrevs av Cerda 1980. Xenocompsa martinsi ingår i släktet Xenocompsa och familjen långhorningar. Inga underarter finns listade i Catalogue of Life.